# ゾーイ・ルンド
ゾーイ・ルンド（Zoë Lund、1962年2月9日 – 1999年4月16日）は、アメリカ合衆国のミュージシャン、モデル、女優、作家、脚本家、政治活動家、プロデューサー。旧名は、ゾーイ・タマリス（Zoë Tamerlis）。アベル・フェラーラ監督の映画『天使の復讐』（1981年）への出演と、『バッド・ルーテナント/刑事とドラッグとキリスト』の脚本をフェラーラと共同で手がけたことで最もよく知られている。
1999年4月にパリで麻薬中毒による心不全で死去。

## フィルモグラフィ

### 映画
- 『天使の復讐』 - Ms. 45 (1981年) ※Zoë Tamerlis名義
- 『スペシャル・イフェクツ/謎の映像殺人』 - Special Effects (1984年) ※Zoe Tamerlis名義
- Terror in the Aisles (1984年) ※アーカイブ映像
- 『美しき死体』 - Exquisite Corpses (1989年) ※Zoë Tamerlis名義
- 『ヘビー・ペッティング』 - Heavy Petting (1989年) ※Zoe Tamerlaine名義
- The Houseguest (1989年) ※Zoe Tamerlaine名義
- 『バッド・ルーテナント/刑事とドラッグとキリスト』 - Bad Lieutenant (1992年) ※脚本
- Hot Ticket (1993年) ※監督、脚本
- Dreamland (1994年)

### テレビ
- 『特捜刑事マイアミ・バイス』 - Miami Vice (1985年) ※1エピソード
- Hothouse (1988年) ※7エピソード